# Erioptera subdulcis
Erioptera subdulcis är en tvåvingeart som beskrevs av Alexander 1937. Erioptera subdulcis ingår i släktet Erioptera och familjen småharkrankar.
Artens utbredningsområde är Kuba. Inga underarter finns listade i Catalogue of Life.